# (5186) Donalu
(5186) Donalu est un astéroïde de la ceinture principale.

## Description
(5186) Donalu est un astéroïde de la ceinture principale. Il fut découvert le 22 septembre 1990 à l'Observatoire Palomar par Brian P. Roman. Il présente une orbite caractérisée par un demi-grand axe de 2,58 UA, une excentricité de 0,08 et une inclinaison de 14,9° par rapport à l'écliptique.

## Compléments